# پادرنه د آیاریس
پادرنه د آیاریس (به اسپانیایی: Paderne de Allariz) یک شهرستان در اسپانیا است که در اورنسه واقع شده‌است.